# Oabius alaskanus
Oabius alaskanus är en mångfotingart som beskrevs av Chamberlin 1946. Oabius alaskanus ingår i släktet Oabius och familjen stenkrypare. Inga underarter finns listade i Catalogue of Life.